# The Hammocks, Florida
The Hammocks är en ort (CDP) i Miami-Dade County, i delstaten Florida, USA. Enligt United States Census Bureau har orten en folkmängd på 51 003 invånare (2010) och en landarea på 20,4 km².